# Torneo de las Américas 1997
Das Torneo de las Américas 1997 (englisch The 1997 Tournament of the Americas) ist die achte Auflage der Basketball-Amerikameisterschaft und fand vom 21. bis 31. August 1997 in der uruguayischen Hauptstadt Montevideo statt. Bei dem Turnier ging es um die Qualifikation für die Basketball-Weltmeisterschaft 1998. Im Nachhinein wurde das Turnier in die Reihe der Amerikameisterschaften aufgenommen und zählte als Kontinentalmeisterschaft für nationale Auswahlmannschaften der Herren des Kontinentalverbands FIBA Amerika. Von den zehn teilnehmenden Mannschaften qualifizierten sich die unter den ersten vier platzierten Mannschaften direkt für die Weltmeisterschaften. Da die Vereinigten Staaten als Olympiasieger und WM-Titelverteidiger bereits für die Weltmeisterschaften qualifiziert waren, hätte noch eine weitere Mannschaft die Möglichkeit zur Qualifikation, sofern die Vereinigten Staaten unter den ersten vier Mannschaften der Zwischenrunde platziert war. In diesem Fall entschied das Spiel um Platz 5 über den letzten Startplatz für die Weltmeisterschaft.

## Teilnehmer
Regionale Qualifikation nach den Subzonen des Kontinentalverbands. Neben den beiden Nationalmannschaften der nordamerikanischen Subzone nahmen die vier Halbfinalisten der zentral- und südamerikanischen Meisterschaften, zu denen auch der Gastgeber Uruguay als Sieger der Basketball-Südamerikameisterschaft 1997 gehörte.

### Nordamerika
- Kanada
- Vereinigte Staaten

### Zentralamerika und Karibik
- Kuba (Sieger Centrobasket 1997)
- Puerto Rico (Finalist Centrobasket 1997)
- Dominikanische Republik (Bronzemedaille Centrobasket 1997)
- Mexiko (Halbfinalist Centrobasket 1997)

### Südamerika
- Uruguay (Gastgeber und Sieger Campeonato Sudamericano 1997)
- Venezuela (Silbermedaille Campeonato Sudamericano 1997)
- Argentinien (Bronzemedaille Campeonato Sudamericano 1997)
- Brasilien (Vierter Campeonato Sudamericano 1997)

## Modus
Beim Turnier wurde eine Vorrunde in zwei Gruppen zu je fünf Mannschaften als Rundenturnier ausgetragen. Die beiden am schlechtesten platzierten Mannschaften der Vorrunde schieden anschließend aus dem Turnier aus, während die anderen Mannschaften unter Mitnahme ihrer Vorrundenergebnisse eine Zwischenrunde als Fortführung des Rundenturniers gegen die besten vier Mannschaften der anderen Vorrundengruppe ausspielten. Bei gleicher Anzahl von Siegen und Niederlagen entschied der direkte Vergleich. Anschließend entschieden Platzierungsspiele der ersten sechs Mannschaften über die endgültige Platzierung. Um den fünften Platz, der aller Voraussicht nach für die Qualifikation zur Weltmeisterschaft reichen würde, gab es ein zusätzliches Spiel zwischen der fünft- und der sechstplatzierten Mannschaft der Zwischenrunde.

## Vorrunde
Die Spiele der Vorrunde fand zwischen dem 21. und 25. August 1997 statt.

### Gruppe A
| Nation         | Sp | S | N | P+  | P-  |       | Argentinien | Brasilien | Kuba        | Uruguay | Mexiko |
| -------------- | -- | - | - | --- | --- | ----- | ----------- | --------- | ----------- | ------- | ------ |
| 1. Argentinien | 4  | 3 | 1 | 317 | 284 |       | 68:65       | 81:73     | 69:70       | 99:76   |        |
| 2. Brasilien   | 4  | 3 | 1 | 328 | 297 | 65:68 |             | 78:75     | 84:83 n. V. | 101:71  |        |
| 3. Kuba        | 4  | 2 | 2 | 307 | 290 | 73:81 | 75:78       |           | 88:63       | 71:68   |        |
| 4. Uruguay     | 4  | 2 | 2 | 297 | 308 | 70:69 | 83:84 n. V. | 63:88     |             | 81:67   |        |
| 5. Mexiko      | 4  | 0 | 4 | 282 | 352 | 76:99 | 71:101      | 68:71     | 67:81       |         |        |

### Gruppe B
| Nation                     | Sp | S | N | P+  | P-  |        | Kanada | Vereinigte Staaten | Venezuela 1954 | Puerto Rico | Dominikanische Republik |
| -------------------------- | -- | - | - | --- | --- | ------ | ------ | ------------------ | -------------- | ----------- | ----------------------- |
| 1. Kanada                  | 4  | 3 | 1 | 403 | 362 |        | 97:102 | 119:98             | 78:77          | 109:85      |                         |
| 2. Vereinigte Staaten      | 4  | 3 | 1 | 368 | 334 | 102:97 |        | 75:85              | 93:82          | 98:70       |                         |
| 3. Venezuela               | 4  | 3 | 1 | 365 | 357 | 98:119 | 85:75  |                    | 97:83          | 85:80       |                         |
| 4. Puerto Rico             | 4  | 1 | 3 | 330 | 353 | 77:78  | 82:93  | 83:97              |                | 88:85       |                         |
| 5. Dominikanische Republik | 4  | 0 | 4 | 320 | 380 | 85:109 | 70:98  | 80:85              | 85:88          |             |                         |

## Zwischenrunde
Die Spiele der Zwischenrunde, die die sechs Teilnehmer an den Platzierungsspielen ermittelten, fanden zwischen dem 27. und 30. August 1997 statt. Die mitgenommenen Ergebnisse der Vorrunde sind kursiv gekennzeichnet. Die vier erstplatzierten Mannschaften waren für die Weltmeisterschaft 1998 direkt qualifiziert.
| Nation                | Sp | S | N | P+  | P-  |        | Vereinigte Staaten | Puerto Rico | Brasilien | Argentinien | Kuba   | Kanada  | Venezuela 1954 | Uruguay |
| --------------------- | -- | - | - | --- | --- | ------ | ------------------ | ----------- | --------- | ----------- | ------ | ------- | -------------- | ------- |
| 1. Vereinigte Staaten | 7  | 6 | 1 | 652 | 603 |        | 93:82              | 92:89       | 91:78     | 100:88      | 102:97 | 75:85   | 98:84          |         |
| 2. Puerto Rico        | 7  | 4 | 3 | 634 | 601 | 82:93  |                    | 86:81       | 88:83     | 116:81      | 77:78  | 83:97   | 102:87         |         |
| 3. Brasilien          | 7  | 4 | 3 | 579 | 566 | 89:92  | 81:86              |             | 65:68     | 78:75       | 94:82  | 88:79   | 84:83 n.V.     |         |
| 4. Argentinien        | 7  | 3 | 4 | 551 | 550 | 78:91  | 83:88              | 68:65       |           | 81:73       | 87:76  | 85:87   | 69:70          |         |
| 5. Kuba               | 7  | 3 | 4 | 595 | 613 | 88:100 | 81:116             | 75:78       | 73:81     |             | 88:75  | 102:100 | 88:63          |         |
| 6. Kanada             | 7  | 3 | 4 | 590 | 602 | 97:102 | 78:77              | 82:94       | 76:87     | 75:88       |        | 119:98  | 63:56          |         |
| 7. Venezuela          | 7  | 3 | 4 | 623 | 636 | 85:75  | 97:83              | 79:88       | 87:85     | 100:102     | 98:119 |         | 77:84          |         |
| 8. Uruguay            | 7  | 2 | 5 | 527 | 581 | 84:98  | 87:102             | 83:84 n.V.  | 70:69     | 63:88       | 56:63  | 84:77   |                |         |

## Platzierungsrunde
| 31. August 1997 | Platz 5 | Kuba | 83 – 92 | Kanada |  |
| 31. August 1997 | Platz 5 |      |         |        |  |
| 31. August 1997 | Platz 5 |      |         |        |  |
| 31. August 1997 | Platz 5 |      |         |        |  |

| 31. August 1997 | Bronzemedaille | Brasilien | 76 – 75 | Argentinien |  |
| 31. August 1997 | Bronzemedaille |           |         |             |  |
| 31. August 1997 | Bronzemedaille |           |         |             |  |
| 31. August 1997 | Bronzemedaille |           |         |             |  |

| 31. August 1997 | Goldmedaille | Vereinigte Staaten | 95 – 86 | Puerto Rico |  |
| 31. August 1997 | Goldmedaille |                    |         |             |  |
| 31. August 1997 | Goldmedaille |                    |         |             |  |
| 31. August 1997 | Goldmedaille |                    |         |             |  |